# Malvern (Worcestershire)

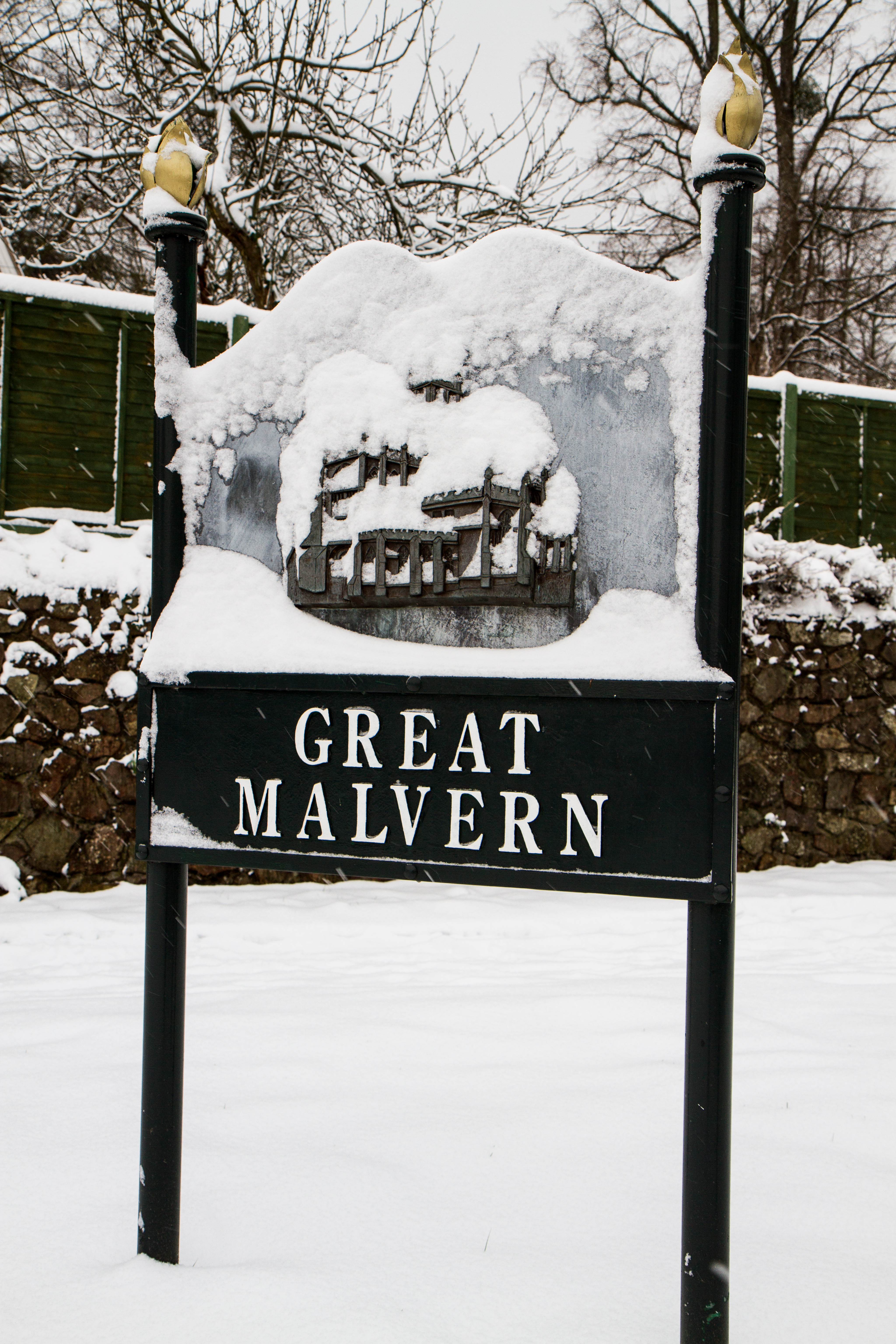
Great Malvern

Malvern miasto i civil parish w Wielkiej Brytanii, w Anglii w hrabstwie Worcestershire, położone u podnóża wzgórz Malvern Hills, w dystrykcie Malvern Hills. Miasto składa się z osad Great Malvern, Malvern Wells, Barnards Green, Malvern Link, Little Malvern i West Malvern. Największym ośrodkiem i głównym centrum miejskim jest Great Malvern. Jest ośrodkiem wypadowym na wzgórza, będące parkiem krajobrazowym. Miejscowość uzdrowiskowa, znana z butelkowanej wody mineralnej od roku 1622. W 2011 roku civil parish liczyła 29 626 mieszkańców.

## Nazwa
Nazwa miasta pochodzi prawdopodobnie z języka brytyjskiego a oznacza "gołe wzgórze". Bliski odpowiednik walijski to Moelfryn (łyse wzgórze). 

## Miasto w kulturze
- Średniowieczny poemat Widzenie o Piotrze Oraczu (Piers Plowman) rozpoczyna się na wzgórzu Malvern[5].
- Cesarz Etiopii Haile Selassie I spędził tu część swojego pobytu na wygnaniu[6].

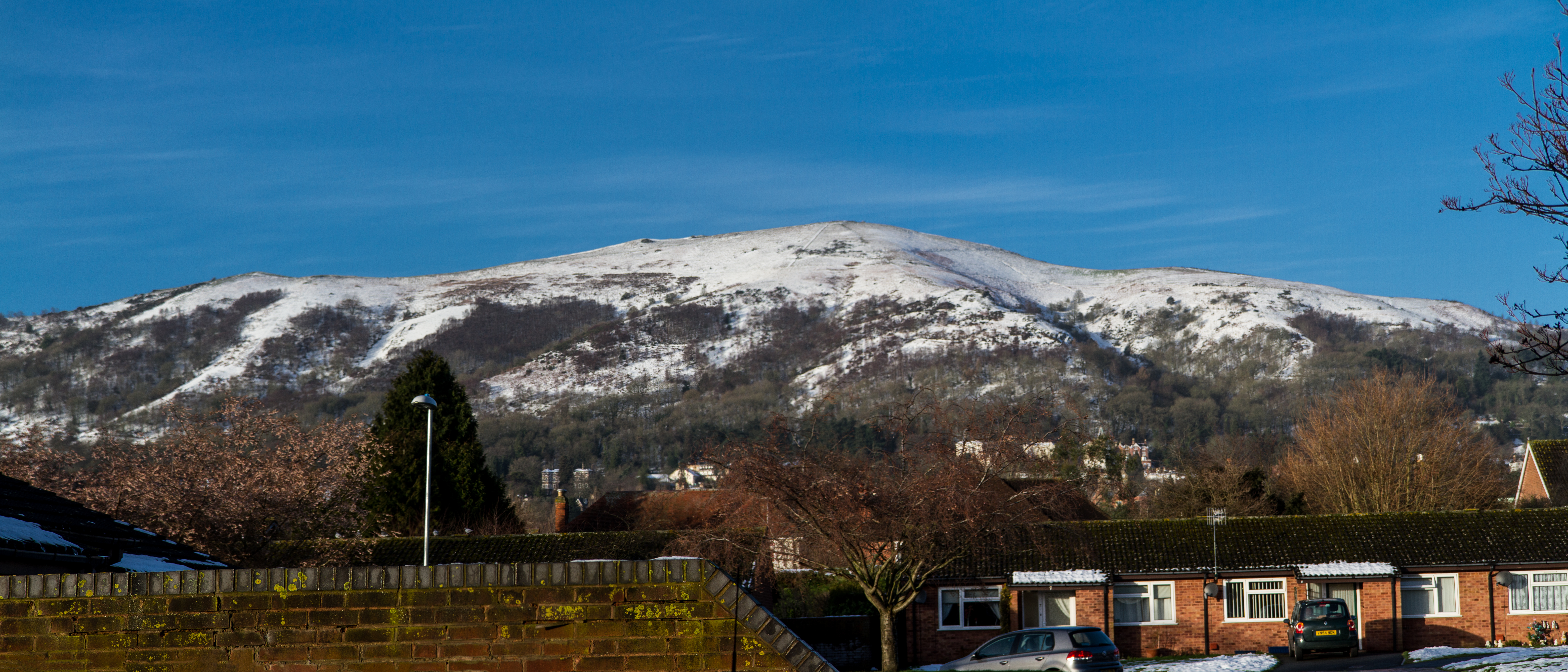
Wzrórza Malvern